# Liberia na Letnich Igrzyskach Olimpijskich 2004
Liberię na Letnich Igrzyskach Olimpijskich 2004 reprezentowało 2 sportowców.

## Skład kadry

### Lekkoatletyka
Mężczyźni:
- Sultan Tucker - bieg na 110 m przez płotki - Runda 1: 13.76 s - 37 miejsce

Kobiety:
- Gladys Thompson - bieg na 200 m - Runda 1: 27.51 s - 43 miejsce